# Trachycarpus oreophilus
Espèce
Trachycarpus oreophilus est une espèce de plantes à fleurs de la famille des Arecaceae (les palmiers) et du genre Trachycarpus. Sa population est très isolée au nord-ouest de la Thaïlande. Pendant un temps, on a cru avoir un second ensemble d’individus au Manipur, dans le nord-est de l'Inde : ils étaient d’ailleurs nommés Trachycarpus oreophilus 'Naga Hills / Manipur'. Les spécimens de Manipur sont considérés depuis 2006 comme une espèce distincte, Trachycarpus ukhrulensis.
Trachycarpus oreophilus pousse sur les flancs escarpés des montagnes à des altitudes de 1 200 à 1 800 mètres.

## Systématique
L'espèce Trachycarpus oreophilus a été décrite pour la première fois en 1997 par Martin Gibbons (d) et Tobias Walter Spanner (d).

## Description
Trachycarpus oreophilus a un stipe nu et une belle petite couronne compacte de feuilles palmées régulièrement divisées. Assez différent d'aspect par rapport aux autres Trachycarpus, c'est une espèce enviée pour le jardin tempéré ou subtropical.
Ses fruits sont semblables à ceux de Trachycarpus fortunei, Trachycarpus princeps, Trachycarpus takil et Trachycarpus wagnerianus, mais avec une courte gaine feuillue à la base,  tombant rapidement, sans appendice, pétiole épais à la base, hastula très proéminent à la base du limbe des feuilles, folioles régulièrement divisée, dessous glauque, pédoncule de l'inflorescence pistillé de longueur différente.

## Distribution
On le trouve au Nord-Ouest de la Thaïlande, à Doi Chiang Dao, une grande montagne calcaire isolée à la frontière de la Birmanie, à environ 70 km au nord de Chiang Mai. On les trouve sur les sommets exposés et à flanc de falaises calcaires spectaculaires, régulièrement sous les nuages et battue par les vents.

## Publication originale
- (en) M. Gibbons et T. Spanner, « Trachycarpus oreophilus – the Thailand Trachycarpus », Principes, Miami (Floride), vol. 41,‎ 1997, p. 201–207 (ISSN 0032-8480).